# 시탕강

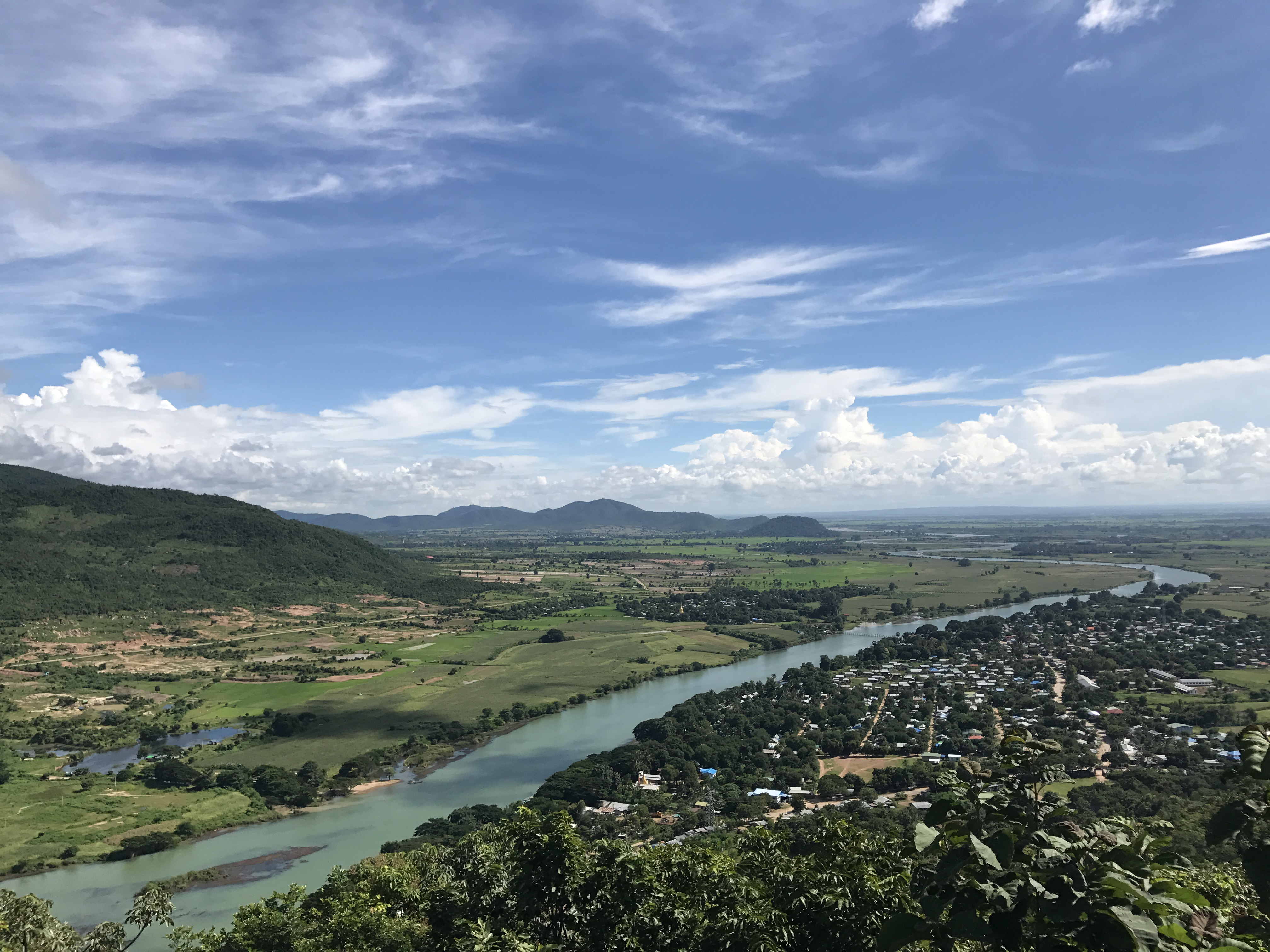

시탕강(버마어: စစ္ေတာင္းျမစ္, Sittang River) 은 미얀마 중남부의 바고구를 흐르는 강이다. 페구산맥에 의해 이라와디강 수계와 분리된다. 강은 만달레이 남동부의 샨고원 가장자리에서 발원해 남쪽으로 흘러 마르타반만으로 빠져 나간다. 총 길이는 420 km이고 평균 유량은 50,000 m3/s이다. 
비록 꽤 평평한 지역을 흐르지만 시탕강은 조수로 악명이 높아 하구는 막혀 있다. 강은 연중 40 km, 3달 동안은 90 km가 항해 가능하다. 강은 주로 수출을 위해 남쪽으로 목재를 운반하는데 사용된다. 유속이 빨라서 미얀마 동부의 교통 수단으로서의 가치는 낮다. 히말라야에서 흘러 온 흙이 아니기 때문에 이라와디강 유역에 비해서는 덜 비옥한 편이다.